# 欧希欧布瓦
欧希欧布瓦（法語：Auchy-au-Bois，法語發音：[oʃi o bwa]）是法国上法蘭西大區加来海峡省的一个市镇，属于贝蒂讷区。

## 地理
欧希欧布瓦（50°33'16"N, 2°22'16"E）面积4.27 平方千米，位于法国上法蘭西大區加来海峡省，该省份为法国北部沿海省份，西北濒北海，南至索姆省，东临北部省。
与欧希欧布瓦接壤的市镇（或旧市镇、城区）包括：雷利、内东、利耶尔、利尼莱艾尔、内东谢勒、圣伊莱尔-科特、韦斯特雷姆、阿姆、阿梅特。
欧希欧布瓦的时区为UTC+01:00、UTC+02:00（夏令时）。

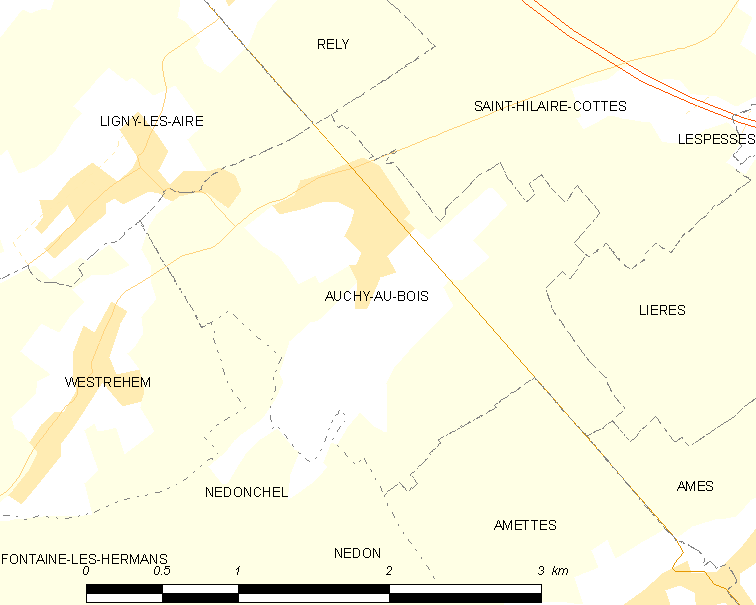
欧希欧布瓦的OSM定位图

## 行政
欧希欧布瓦的邮政编码为62190，INSEE市镇编码为62049。

## 政治
欧希欧布瓦所属的省级选区为利莱尔县。

## 人口

1962-2008年间欧希欧布瓦人口变化图示

欧希欧布瓦于2022年1月1日时的人口数量为549人。